# 塔拉纳
塔拉纳（義大利語：Talana），是意大利撒丁大区努奥罗省的一个市镇。总面积117.92平方公里，人口1075人，人口密度9.1人/平方公里（2009年）。ISTAT代码为105016。